# NGC 7285
NGC 7285 ist eine Balken-Spiralgalaxie vom Hubble-Typ SBa und liegt im Sternbild Wassermann auf der Ekliptik. Sie ist schätzungsweise 196 Millionen Lichtjahre von der Milchstraße entfernt und hat einen Durchmesser von etwa 120.000 Lichtjahren.
Zusammen mit NGC 7284 bildet sie das Galaxienpaar Arp 93. Halton Arp gliederte seinen Katalog ungewöhnlicher Galaxien nach rein morphologischen Kriterien in Gruppen. Diese Galaxie gehört zu der Klasse Spiralgalaxien mit einem elliptischen Begleiter auf einem Arm (Arp-Katalog).
Das Objekt wurde im Oktober 1862 von dem britischen Astronomen William Lassell entdeckt.

## NGC 7285-Gruppe (LGG 457)
| Galaxie   | Alternativname | Entfernung/Mio. Lj |
| --------- | -------------- | ------------------ |
| NGC 7225  | PGC 68311      | 220                |
| NGC 7252  | PGC 68612      | 217                |
| NGC 7284  | PGC 68950      | 212                |
| NGC 7285  | PGC 68953      | 196                |
| PGC 68828 | ESO 533-25     | 202                |
| PGC 68324 | ESO 467-23     | 238                |
| PGC 68374 | ESO 467-27     | 235                |